# 高鳖甲属
高鳖甲属（学名：Hypsosoma）为拟步行虫科的一个属。

## 下属物种
本属包括以下物种：
- 蒙古高鳖甲 Hypsosoma mongolica Ménétriés, 1854
- 圆胸高鳖甲 Hypsosoma rotundicolle Fairmaire,1888